# Sigrid Onegin
Elisabeth Elfriede Emilie Sigrid Hoffmann (Estocolm (Suècia), 1 de juny, 1889 - Magliaso (cantó de Ticino, Suïssa), 16 de juny, 1943) va ser una cantant d'òpera i concert alemanya.

## Biografia
El 1905 va rebre formació de cant a Munic i Milà. Les seves primeres aparicions com a cantant de concert van seguir el 1911. De 1912 a 1919 va anar a l'Òpera de Stuttgart, debutant com a Carmen. De 1919 a 1922 va cantar a l'Òpera Estatal de Munic.
Entre 1922 i 1924 va aparèixer a l'Òpera Metropolitana de Nova York i va debutar com Amneris a Aïda. Del 1926 al 1931 es va traslladar a l'Òpera Municipal de Berlín. El 1927 va fer una aparició com a convidada a l'Òpera de Covent Garden de Londres amb L'anell dels Nibelungs sota la direcció de Bruno Walter. El 1931 i el 1932 va aconseguir un triomf com a Orfeo al Festival de Salzburg. El 1933 i el 1934 es va poder escoltar al Festival de Bayreuth amb papers d'alt a Ring des Nibelungen. De 1931 a 1935, Onégin va tenir un contracte d'actuació com a convidada al "Zurich City Theatre". La seva darrera aparició en un concert va tenir lloc a Zuric l'any 1942.
El 25 de maig de 1913 es va casar amb la compositora i pianista Agnes Elisabeth Overbeck, besnéta de Christian Adolph Overbeck, que va actuar sota el pseudònim de "Baron Eugen Borisowitsch Lhwoff-Onégin" a Londres. Durant la Primera Guerra Mundial, va amagar el seu "marit rus" de les autoritats fins que "ell" va ser denunciat i arrestat el 1916. A causa de la seva influència, va aconseguir l'alliberament de Lhwoff-Onégin "ell" va morir el 1919.
El 1920, el segon matrimoni d'Onegin va ser amb el metge Fritz Penzoldt († 1959), germà de l'escriptor Ernst Penzoldt. El seu fill va ser l'escriptor Peter Penzoldt (1925-1969). Onégin va aparèixer inicialment amb el nom de Lilly Hoffmann, més tard com a Lilly Hoffmann-Onégin, però poc després del seu primer matrimoni amb el nom de Sigrid Onégin, sota el qual es va fer famosa. En el seu segon matrimoni també era coneguda com Sigrid Onégin-Penzoldt. Onegin va tenir una de les veus d'alt més expressives i cultivades del segle XX (Stephan Hörner).
Està enterrada al cementiri forestal de Stuttgart.
Sigrid Onegin va deixar enrere nombrosos discos per al gramòfon (Berlín 1919–21), Brunswick (Chicago 1922–27), Victor (Camden 1928–29) i Electrola (Berlín 1929–30).

## Enregistraments
- Sigrid Onegin, Recordings 1928–1930, MDVclassic
- Sigrid Onegin, Àries i cançons d'òpera, Pearl
- Lebendige Vergangenheit – Sigrid Onegin, Vol. 1, Vol. 2 i Vol. 3, Preiser
- Sigrid Onegin Vol. 1 (Enregistraments 1919–1921), Nimbus, Prima Voce